# Giovanni Battista Re
Giovanni Battista Re (Borno, 30 januari 1934) is een Italiaans geestelijke en kardinaal van de Rooms-Katholieke Kerk. Sinds januari 2020 is Re deken van het College van Kardinalen.
Re werd op 3 maart 1957 tot priester gewijd. In 1963 trad hij in dienst bij de Romeinse Curie en een jaar later werd hij verheven tot monseigneur. Hij vervulde meerdere diplomatieke posten.
Op 9 oktober 1987 werd Re benoemd tot secretaris van de Congregatie voor de Bisschoppen en, zoals gebruikelijk, tevens tot secretaris van het College van Kardinalen. Hij werd tegelijkertijd titulair aartsbisschop van Forum Novum; zijn bisschopswijding vond plaats op 7 november 1987. In 1989 werd hij benoemd tot Sostituto, belast met algemene zaken bij het Staatssecretariaat van de Heilige Stoel. Hij groeide uit tot een van de invloedrijkste figuren binnen de curie.
Op 16 september 2000 werd hij benoemd tot prefect van de Congregatie voor de Bisschoppen en tot president van de Pauselijke Commissie voor Latijns-Amerika.
Re werd tijdens het consistorie van 21 februari 2001 kardinaal gecreëerd. Hij kreeg de rang van kardinaal-priester. Zijn titelkerk werd de Santi XII Apostoli. Op 1 oktober 2002 werd hij kardinaal-bisschop van het suburbicair bisdom Sabina-Poggio Mirteto. Hij nam deel aan de conclaven van 2005 (waarin hij gold als een van de papabili) en 2013 (waarin hij als 79jarige kardinaal "pausmaker" voor de 77jarige Jorge Mario Bergoglio als paus lobbyde).
Re ging op 30 juni 2010 met emeritaat. Op 30 januari 2014 verloor hij - in verband met het bereiken van de 80-jarige leeftijd - het recht om deel te nemen aan een toekomstig conclaaf.
Op 10 juni 2017 werd Re gekozen als vicedeken van het College van Kardinalen, als opvolger van Roger Etchegaray die zijn functie had neergelegd.
Op 18 januari 2020 keurde paus Franciscus zijn verkiezing tot deken van het College van Kardinalen goed. Op 7 januari 2025 verlengde hij deze goedkeuring.

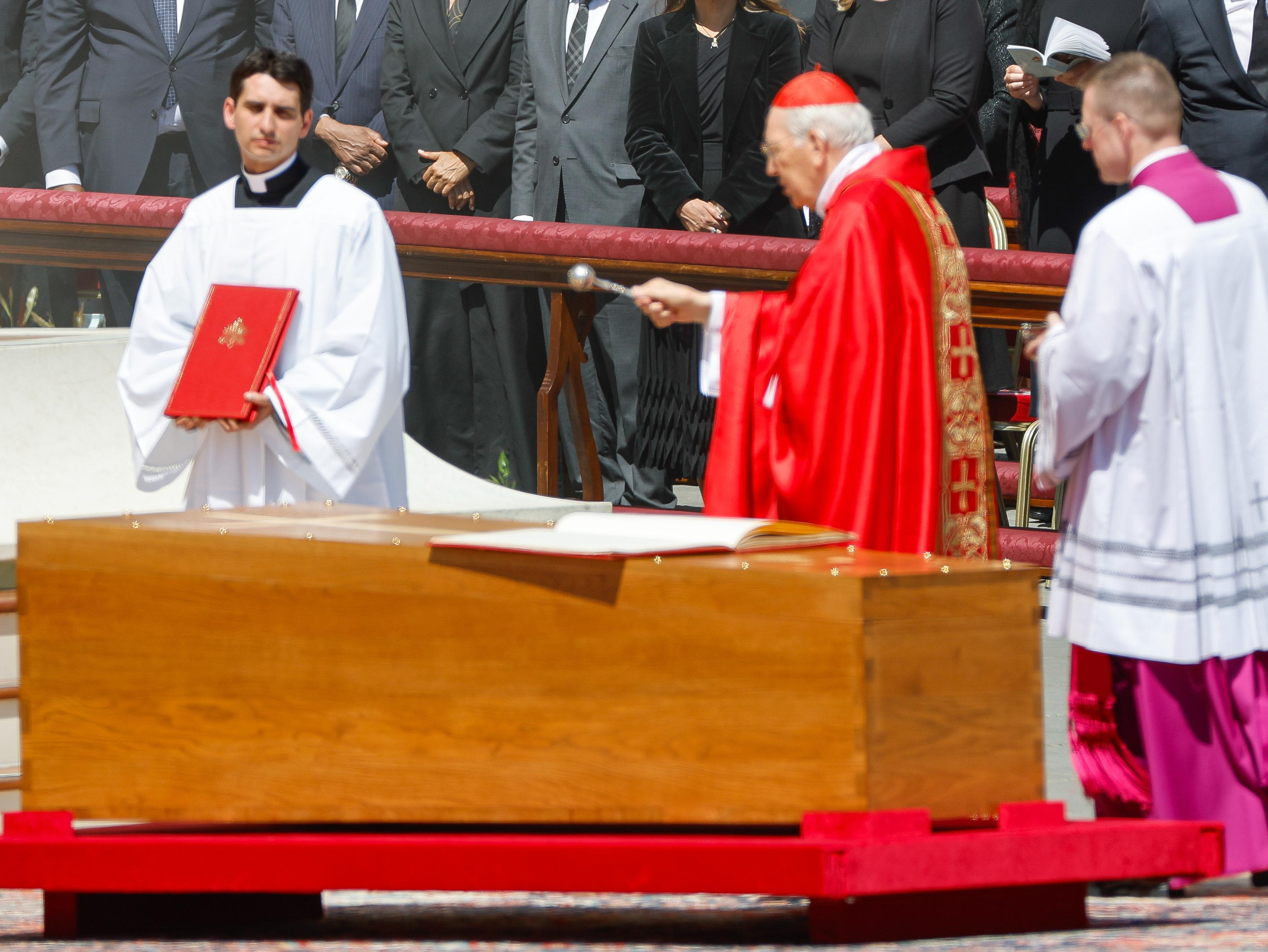
Begrafenis paus Franciscus, met Re als voorganger.

Op 26 april 2025 ging hij voor in de eucharistieviering bij de begrafenis van paus Franciscus, waarbij hij ook een persoonlijk getinte preek hield.
Re is Ridder Grootkruis in de Orde van Verdienste van Italië.
- Bibliothèque nationale de France: cb14650373t (data)
- Gemeinsame Normdatei: 138997624
- International Standard Name Identifier: 0000 0001 2134 4273
- Library of Congress Control Number: n2008083210
- Nationale Bibliotheek van Polen: a0000002938628
- Istituto Centrale per il Catalogo Unico: INTV002843
- Système universitaire de documentation: 148673740
- Virtual International Authority File: 56870753

1. ↑  https://rkdocumenten.nl/bericht/bericht_5463-geen-nieuw-verkozen-camerlengo-voor-het-kardinalencollege-nl/?idCode=1.1